# La Tribune des patriotes
La Tribune des patriotes fut un journal fondé en 1792 dont le rédacteur fut Camille Desmoulins, en collaboration avec Louis-Marie Stanislas Fréron. Seulement quatre numéros furent publiés.
Ce journal se voulait l'émanation du club des Cordeliers, malgré le fait que des membres célèbres, comme Jean-Paul Marat refusèrent d'y collaborer.
Dans son journal La Tribune des patriotes, Camille Desmoulins assurait désirer combattre dans la ligne politique de Maximilien de Robespierre.

## Extrait de la Tribune des patriotes
« Mon cher Robespierre, écrivait-il, il y a trois ans que je te donne ce nom... Fréron et moi nous ne t'abandonnerons pas sur la brêche au milieu d'une nuée d'ennemis. Les efforts de tous ces faux patriotes acharnés aujourd'hui contre toi seul, nous les diviserons en attirant sur nous leur haine et en combattant à tes côtés, non pour un homme, non pour toi, mais pour la cause du peuple, de l'égalité, de la Constitution qu'on attaque en toi ».

## Sources
- Camille Desmoulins de Jean-Paul Bertaud